# Bibio bicolor
Bibio bicolor är en tvåvingeart som beskrevs av Walker 1848. Bibio bicolor ingår i släktet Bibio och familjen hårmyggor. Inga underarter finns listade i Catalogue of Life.